# Georg Schreyögg (Bildhauer)

Flora im Zoologischen Stadtgarten Karlsruhe, 1919

Georg Schreyögg (* 13. August 1870 in Aitrang; † 7. Juli 1934 in München) war ein deutscher Bildhauer.

## Leben und Beruf

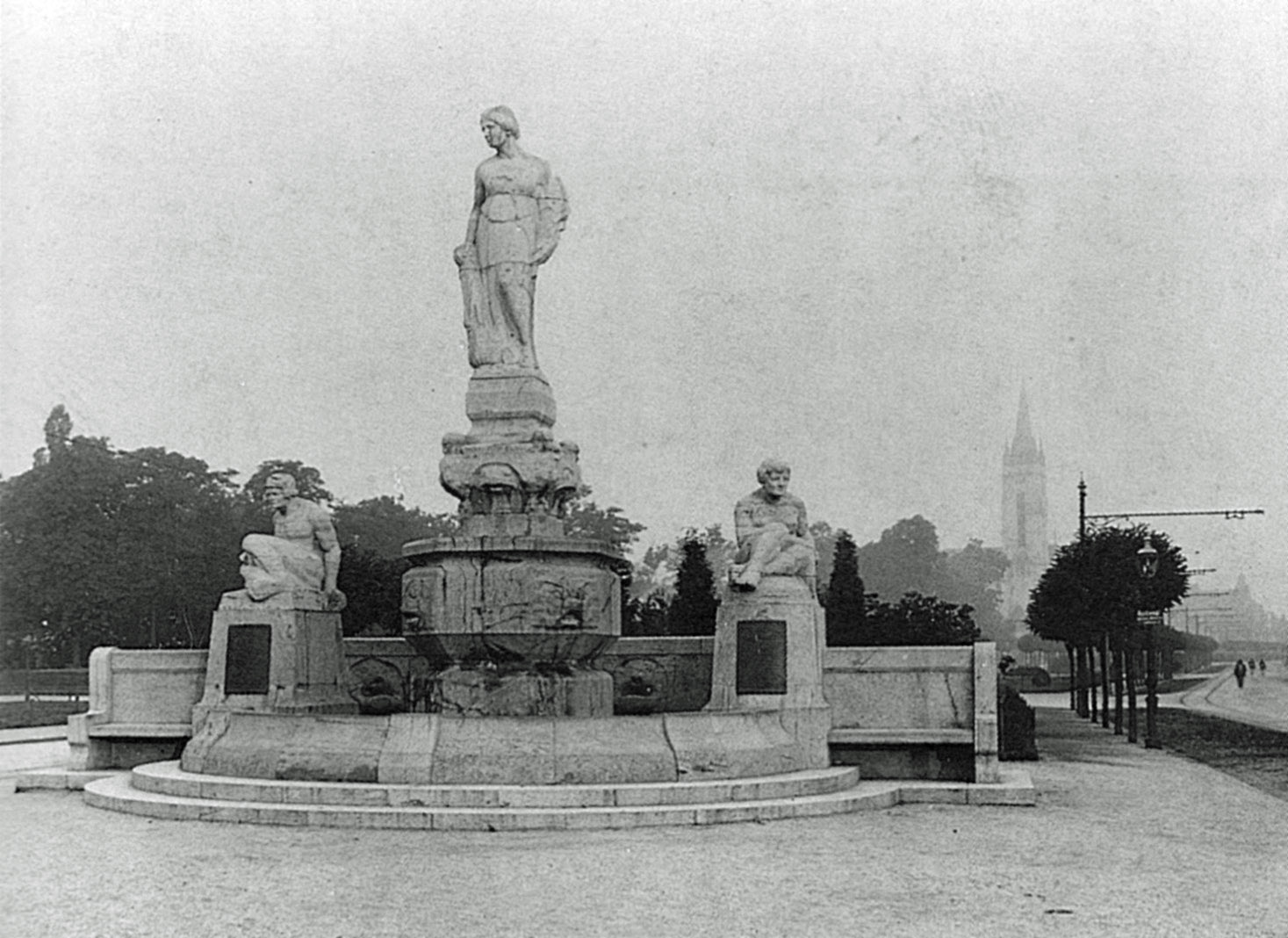
Barbara-Denkmal in Koblenz, 1908

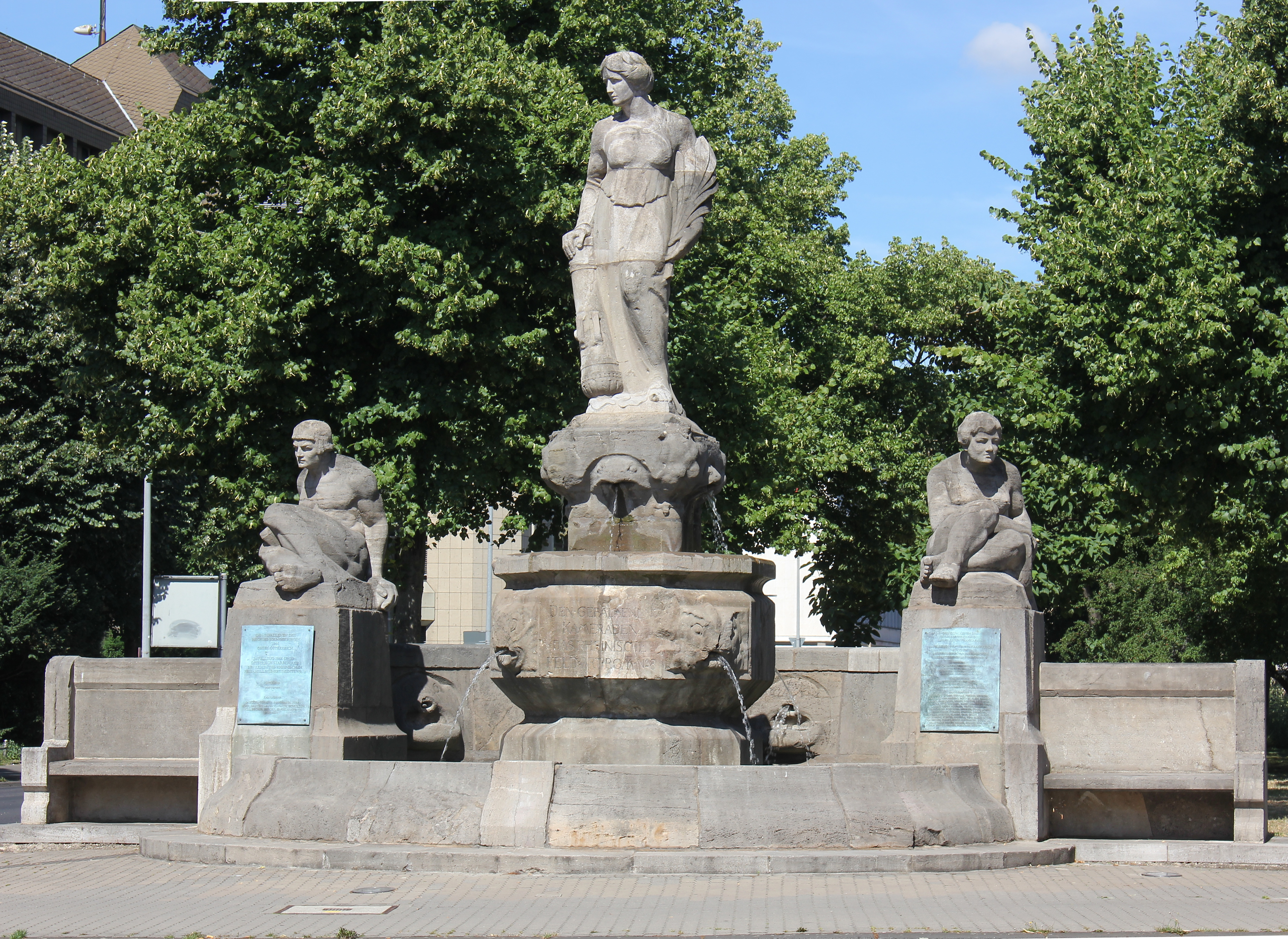
In den Jahren 2011 bis 2014 wiederaufgebautes Barbara-Denkmal

Schreyögg war der Sohn von Mathäus Schreyögg (1831–?), einem Gastwirt und Bäckermeister, und Kreszentia Marie, geb. Jörg (1833–1899). Seine Jugend verbrachte er in Mittenwald. Schreyögg begann 1884 seine Ausbildung an der Holzschnitzschule Partenkirchen, danach wechselte er zur Kunstgewerbeschule München und zur Akademie der Bildenden Künste München (AdBK). An der AdBK war er von 1894 bis 1901 Schüler des Bildhauers Wilhelm von Rümann. Von 1901 bis 1908 arbeitete er als freischaffender Bildhauer in München. 1905 heiratete er Elisabeth von Barton (1881–1957), mit der er drei Kinder hatte. Sein Sohn Jörg Schreyögg war Maler und Grafiker.
Von Prinzregent Luitpold erhielt er ein Privatstipendium. Es folgte ein einjähriger Aufenthalt in Italien, bis er 1909 als Professor zur Kunstgewerbeschule nach Karlsruhe wechselte. Für die Karlsruher Majolika-Manufaktur erstellte er 1909 bis 1912 einige Entwürfe. Von 1911 bis 1914 war er Lehrer an der Malerinnenschule in Karlsruhe. Schreyögg unterrichtete von 1920 bis 1932 als Professor für Bildhauerei an der Badischen Landeskunstschule Karlsruhe. Nachdem er 1932 in den Ruhestand gegangen war, verbrachte er seine Zeit wieder in Mittenwald.
Georg Schreyögg war Mitglied im Deutschen Künstlerbund.

## Werke (Auswahl)
- 1900: Fassadengestaltung (Puttengruppen) am Stadttheater Meran
- 1903: Kreuzigungsgruppe auf dem Waldfriedhof in München-Hadern
- 1907: Barbara-Denkmal in Koblenz
- 1919: Skulptur Flora im Rosengarten in Karlsruhe

## Ehrungen
- Am 10. August 1930 wurde Schreyögg wegen seiner Verdienste um die Erhaltung der Mittenwalder Eigenheit in bäuerlicher und malerischer Hinsicht die Ehrenbürgerwürde von Mittenwald verliehen.
- In Mittenwald ist der Professor-Schreyögg-Platz nach ihm benannt.